# Konstantin Valer'evič Malofeev
Konstantin Valer'evič Malofeev (in russo Константин Валерьевич Малофеев?; Puščino, 3 luglio 1974) è un imprenditore e politico russo, presidente del consiglio di amministrazione del gruppo Car'grad e direttore dell'Aquila Bicipite (in russo Двуглавый Орёл?), organizzazione non governativa russa per lo sviluppo dell'educazione storica. È presidente del consiglio di amministrazione del gruppo mediatico Tsargrad dedicato al cristianesimo ortodosso russo e al sostegno del presidente Vladimir Putin. È anche fondatore del fondo di investimento internazionale Marshall Capital Partners.
È stato nella lista delle sanzioni personali imposte da Stati Uniti, UE e Canada dal 2014. Nel 2017, l'Ucraina ha inserito Malofeev nella lista dei ricercati internazionali, accusandolo di creare gruppi paramilitari illegali.

## Biografia
Figlio di Valerij Michajlovič, noto astrofisico russo, e di Raisa Zinurovna, una programmatrice, Konstantin Valer'evič Malofeev è cresciuto nella città di Puščino, nella regione di Mosca, dove ha frequentato la scuola fino a diplomarsi in una scuola superiore ad indirizzo artistico. Dopo il diploma, Malofeev si è trasferito a Mosca dove si è laureato in giurisprudenza nel 1996 presso l'università statale di Mosca.

## Attività professionale
Konstantin Malofeev iniziò la sua carriera nel 1996, lavorando per la banca d'investimenti Renaissance Capital, dopodiché fu assunto in varie posizioni dirigenziali prima in Interros, poi in MDM Bank, dove, dal 2002 al 2004, ha consolidato la dinamica di fusioni e acquisizioni dell'intero gruppo bancario, e poi in diversi altri istituti bancari.
Nel 2005 Malofeev ha fondato Marshall Capital Partners, un fondo di investimento focalizzato sull'acquisto di azioni e su investimenti diretti sia in società appartenenti al mondo delle telecomunicazioni e della tecnologia, che in società immobiliari e agricole. Alla fine del 2014, la Marshall Capital è passata sotto il controllo del fondo francese CFG Capital, un fondo privato specializzato in investimenti su progetti russi e di paesi dalla CSI. L'accordo di collaborazione ha portato alla creazione della CFG Marshall, una società un piano di investimenti totale di più di 2 miliardi di euro.
Malofeev è presidente del consiglio di amministrazione del gruppo Car'grad, un consorzio che raggruppa una serie di organizzazioni tra cui figurano la Fondazione Caritatevole San Basilio il Grande (in russo Фонд Святителя Василия Великого?), da lui fondata nel 2007 e avente lo scopo sia di sviluppare l'educazione e l'allenamento dei bambini, che di favorire la crescita e lo sviluppo della Chiesa ortodossa russa, la Società per lo Sviluppo dell'Educazione Storica Russa "Aquila a due teste", l'Istituto di Formazione San Basilio il Grande, da lui fondato nel 2007, l'Associazione Internet Sicuro (in russo Лига безопасного интернета?), un'organizzazione non governativa creata per censurare le informazioni in Internet, e il canale televisivo Car'grad Tv (in russo Царьград ТВ?), una piattaforma di comunicazione utilizzata, tra gli altri, da personaggi controversi quali Alex Jones e Aleksandr Gel'evič Dugin.

### Marshall Capital Partners
Il gruppo Marshall Capital ha investimenti in un ampio spettro di settori, con partecipazioni sia in società appartenenti al mondo delle telecomunicazioni e della tecnologia, che in società immobiliari e agricole.
Una delle più grandi partecipazioni del gruppo consiste nel possesso del 10,7% delle azioni di Rostelecom, la più grande compagnia di telecomunicazioni russa nonché maggior fornitore di servizi di comunicazione in Russia, con un bacino clienti di oltre 100 milioni di abbonati in 80 regioni.

## Attività politica
Il 18 novembre 2012 Malofeev è stato eletto alla camera dei rappresentanti per il distretto rurale di Znamenskoe, nel rajon di Ugranskij, un rajon dell'Oblast' di Smolensk, dove ha ottenuto il 74,85% dei voti. La sua elezione ha avuto luogo nonostante la Corte della regione di Smolensk avesse annullato la candidatura di Malofeev e lo avesse rimosso dalle liste degli eleggibili sulla base di accuse di corruzione. La Corte aveva infatti ritenuto colpevole Malofeev di avere offerto 500 rubli per ogni voto ottenuto.
Per quanto riguarda le sue idee di politica estera Malofeev è un sostenitore del movimento "Novorossija", ossia Nuova Russia, il quale fornisce assistenza non solo sanitaria ma anche bellica ai separatisti russi in Ucraina Orientale, puntando a un ripristino della Nuova Russia, un'area a nord del Mar Nero che fu conquistata dall'Impero russo alla fine del XVIII secolo. La regione includeva la parte meridionale della Zaporižžja e la costa settentrionale del Mar Nero che precedentemente era stata controllata per secoli dal Khanato di Crimea. Secondo Malofeev, che dice di avere come punto di riferimento l'impero zarista: "Senza Putin, non ci sarà Nuova Russia e nessuna rinascita in Russia. Solo il pieno sostegno a Putin come comandante in capo è il vero patriottismo".
Da sempre critico nei confronti degli Stati Uniti d'America, che egli vede come dediti al "culto del corpo", contrapponendoli allo "spirito" rappresentato da paesi come la Russia e l'Iran, e che vede anche come i veri responsabili, assieme al governo di Kiev, della guerra in Ucraina, Malofeev è critico anche nei confronti dell'Unione Europea e sostiene che la Russia abbia il compito di salvare l'Europa dalla sua presunta mancanza di fede in Dio e dal dominio americano.
Secondo molti dei suoi accusatori, Malafeev avrebbe finanziato molti partiti euroscettici in diversi paesi europei perché alimentassero il sentimento antieuropeista, con il fine ultimo di disgregare l'UE. A prova di ciò, nel 2014 il gruppo di hacker chiamato Šaltaj Boltaj ha pubblicato alcune email di George Gavriš, un nazionalista e collaboratore stretto di Aleksandr Dugin, da cui emergeva l'esistenza di un enorme supporto finanziario dato dai fondi di investimento di Malofeev a diversi movimenti politici europei di estrema destra, evidenziando in particolare come molti di questi fondi arrivassero ai movimenti attraverso la Fondazione Caritatevole San Basilio il Grande. Nel maggio 2014, Malofeev aveva peraltro organizzato un incontro a Vienna con molti dei movimenti conservatori e sovranisti europei, tra cui il Partito della Libertà Austriaco (in tedesco: Freiheitliche Partei Österreichs, FPÖ), il partito bulgaro Unione Nazionale Attacco (in russo Национален Съюз Атака?) e il Rassemblement National francese.

### Rapporti con la politica italiana
Nel 2014 Aleksej Komov, un manager dedicato ai progetti esteri della Fondazione Caritatevole Basilio il Grande, membro del consiglio di amministrazione dell'Associazione Internet Sicuro e rappresentante russo del Congresso Mondiale delle Famiglie, è diventato presidente onorario dell'Associazione Culturale Lombardia Russia, che aveva contribuito a fondare, e che è strettamente legata alla Lega, partito politico italiano di destra. Le attività dell'associazione, presieduta da Gianluca Savoini, ex giornalista con un passato nell'estrema destra, poi consigliere di Matteo Salvini per la Russia e suo ex portavoce, sono quelle di promuovere le attività russe in Italia, incluso quindi lo sviluppo di relazioni tra uomini d'affari italiani e russi, e "diffondere le idee politiche russe tramite l'organizzazione di eventi culturali".
Nell'estate del 2018 si sono susseguite una serie di inchieste effettuate da L'Espresso e dal sito statunitense BuzzFeed, secondo le quali lo stesso Savoini si sarebbe incontrato, assieme ad altre cinque persone, italiane e russe, per organizzare una compravendita di 3 milioni di tonnellate di gasolio di tipo "Gasoil EN 590 standards Udsl", da consegnare in 6 mesi o un anno, tra la russa Rosneft e l'italiana Eni, attraverso l'intermediazione della Avangard Oil & Gas, un'azienda facente capo per l'1% direttamente a Malofeev e per il 99% a una società di proprietà di un suo dipendente. Da tale trattativa, del valore di 1,5 miliardi di dollari, sarebbero stati ricavati, in una specie di plusvalenza, un totale di più di 60 milioni di euro, derivanti da uno sconto di almeno il 4% sulla fornitura, da destinare alle campagne elettorali della Lega. Nella compravendita sarebbe stata inserita, come mediatrice, anche la società Orion, società registrata in Russia nel cui consiglio di amministrazione figura, oltre a Savoini, anche Claudio D'Amico, consigliere di politica estera del leader leghista. Stando a quanto affermato sia da Matteo Salvini che da ENI, però, la trattativa non sarebbe andata in porto e quindi il partito non avrebbe mai ottenuto finanziamenti. Tale cosa però non assolverebbe il partito del Carroccio, poiché la legge italiana sulla disciplina dei partiti politici proibisce anche solo la trattativa volta a ottenere finanziamenti da soggetti stranieri.
Intervistato al riguardo dalla trasmissione di inchiesta Report, intervista che è stata poi trasmessa nella puntata andata in onda il 21 ottobre 2019, Malofeev, che già in aprile aveva affermato di stimare Salvini, allora vice presidente del consiglio, ritenendo l'Italia "un'avanguardia europea nella difesa della cristianità", ha affermato di aver conosciuto il leader leghista ancora prima della sua nomina a vice premier e di essere dispiaciuto di non aver potuto andare al congresso della Lega Nord del 2013 che ha visto la nomina a segretario del partito di Matteo Salvini, ma di aver comunque mandato in sua rappresentanza Aleksej Komov, e ha anche confermato l'esistenza della sopraccitata trattativa relativa al commercio di carburante che, peraltro, non sarebbe stata l'unica di quel genere gestita da Savoini. A seguito dell'intervista di Report, è stata diffusa una fake news secondo la quale l'imprenditore russo avrebbe affermato di aver scelto di stringere rapporti con la Lega "Perché debole culturalmente quindi più facile da infiltrare/affiliare", in realtà, tale frase non è mai stata pronunciata da Malofeev, bensì da Maurizio Murelli, noto militante neofascista milanese che nel 1973 è stato condannato a 17 anni e sei mesi di carcere per concorso nell’omicidio dell’agente di polizia Antonio Marino, e fondatore del sopraccitato gruppo Orion.

## Problemi giudiziari
Nel 2007 la VTB Capital plc, una controllata di VTB Bank, intentò una causa legale contro la Marshall Capital e contro Malofeev, vertente su un prestito da 225 milioni di dollari elargito, con l'intermediazione di Malofeev, al gruppo Russagroprom Ltd. per l'acquisto di sei stabilimenti lattiero-caseari e di tre aziende dal gruppo Nutritek. Russagroprom fallì però prima di poter restituire il prestito e VTB Capital, dopo aver fatto svolgere indagini, lamentò il fatto che il valore dei sei stabilimenti era stato sovrastimato di cinque volte, avanzando anche accuse inerenti ai rapporti della Marshall Capital di Malofeev sia con la Russagroprom sia con la Nutritek, e chiedendo alla corte di emanare un ordine di congelamento dei beni di Malofeev a livello mondiale. In tutta risposta, la VTB Capital ottenne di veder messe sotto indagine le proprie procedure di due diligence effettuate prima dell'acquisizione.
In una sentenza del 6 febbraio 2013 della Corte suprema del Regno Unito, la Marshall Capital e Malofeev sono stati pienamente assolti da tutte le accuse a loro rivolte dalla VTB Capital, la quale è stata anche aspramente criticata per le suddette procedure di due diligence e per i suoi "evidenti fallimenti" e per l'"inappropriata [...] ingiusta e protratta continuazione" del suo ordine di congelamento dei beni a livello mondiale. Nonostante questo, il 12 febbraio 2015, angenti russi perquisirono gli appartamenti di Malofeev e del suo socio in affari Dmitrij Skuratov sempre in relazione al caso VTB.
Nel luglio 2014, il governo ucraino intentò una causa nei confronti di Malofeev, accusandolo di finanziare i "gruppi militari illegali" che in quel momento stavano combattendo in Ucraina orientale, nella guerra del Donbass, contro l'esercito ucraino. Per questo motivo, fu anche inserito dall'Unione europea tra gli individui sanzionati durante la crisi di Crimea del 2014. Sulla scia di questo, il 19 dicembre 2014, gli Stati Uniti hanno inserito Malofeev e la Marshall Capital Partners nella lista dei sanzionati dell'Office of Foreign Assets Control.
L'11 settembre 2019, il governo bulgaro ha emesso un ordine restrittivo nei confronti di Malofeev, con cui gli proibisce di entrare nel paese per dieci anni. Ciò è stato dovuto alle varie accuse rivolte all'oligarca russo, tra cui quelle di un'attività di spionaggio e cospirazione volta ad allontanare il paese dalla sua collocazione filo-occidentale al fine di farla orientare, invece, verso Mosca.

## Coinvolgimento nella guerra del Donbass
La Commissione Europea, gli Stati Uniti d'America e l'Ucraina hanno accusato Malofeev di aver provato a destabilizzare l'Ucraina finanziando la fazione separatista all'interno del paese. Stando al regolamento di esecuzione dell'Unione Europea No 826/2014 del 30 luglio 2014, Malofeev è strettamente legato ai separatisti russi dell'Ucraina orientale e della Crimea. Egli è infatti l'ex datore di lavoro di Aleksandr Borodaj, il cosiddetto primo ministro dell'autoproclamata Repubblica Popolare di Doneck, e Igor' Girkin, un ex colonnello dei servizi federali per la sicurezza russi, che aveva fornito il servizio di sicurezza a Malofeev durante le sue visite a Kiev e in Crimea prima dell'annessione russa di quest'ultima, e che è oggi l'autoproclamato ministro della difesa della suddetta repubblica di Doneck dopo aver guidato l'insurrezione della cittadina di Slov"jans'k. Proprio durante l'occupazione di quella città da parte dei separatisti russi nel maggio 2014, i servizi di sicurezza ucraini avevano intercettato una telefonata in cui una persona con lo stesso nome e patronimico di Malofeev, e con una voce simile alla sua, forniva informazioni militari tattiche e Girkin, elogiandolo anche per una recente imboscata effettuata contro le truppe antiterrorismo ucraine. In seguito all'inserimento di Malofeev nella lista degli individui colpiti dal sopraccitato regolamento, l'oligarca russo ha subito un congelamento dei beni ed è soggetto al divieto di entrare in ogni paese dell'area Schengen, inoltre, chiunque faccia affari con lui è soggetto a pesanti sanzioni.
Nel febbraio 2015 un'indagine della rivista russa Novaja Gazeta ha pubblicato un documento che, secondo l'editore, riportava una strategia volta a fomentare le popolazioni della Crimea e di altre aree dell'Ucraina sud-orientale con il fine ultimo di portare all'annessione di queste ultime alla Russia. L'editore della rivista ha poi apertamente dichiarato che le fonti anonime del documento avevano detto alla redazione della rivista che esso era stato redatto da Malofeev e la sua squadra nel febbraio 2014.
Malofeev ha comunque negato il suo coinvolgimento attivo con i gruppi armati in Ucraina, sostenendo che i propri contributi finanziari alle aree in agitazioni erano limitato all'aiuto umanitario. Egli ha anche affermato che il fatto di essere stato il datore di lavoro di due dei personaggi chiave dell'insurrezione è solamente una coincidenza. Malofeev non ha invece mai commentato le registrazioni audio che evidenzierebbero un suo attivo coinvolgimento negli attacchi armati all'esercito ucraino.
Sebbene Malofeev sostenesse che tutte le iniziative di in Ucraina fossero, almeno formalmente, organizzate e finanziate privatamente, alcune intercettazioni telefoniche di conversazioni tra lui e alcuni suoi luogotenenti sul campo in Ucraina, così come le sopraccitate email, hanno mostrato come egli avesse coordinato le sue azioni in accordo con il Cremlino, talvolta attraverso il vescovo ortodosso Tichon, un consulente spirituale condiviso da Malofeev e Putin, talvolta coordinandosi con Vladislav Surkov e Sergej Glazev, due consiglieri di Putin, e talvolta comunicando direttamente con l'Istituto russo per gli studi strategici (in russo Российский институт стратегических исследований?), diretto dall'ex generale del KGB, Leonid Rešetnikov. In aggiunta a questo, un'email recentemente diffusa dimostrerebbe come un dipendente di Malofeev abbia partecipato a riunioni non pubbliche del governo russo.

## Vita privata
Malofeev è sposato con Irina Mikhailovna Vilter, avvocato di Monastyrsky, Zyuba, Stepanov & Partners. Hanno tre figli: Kirill (nato nel 1995), Natalia (nata nel 1999) e Tatiana (nata nel 2011).